# 西方 (越谷市)
西方（にしかた）は、埼玉県越谷市の町名および大字。現行行政地名は西方一丁目と二丁目、および大字西方。町丁は住居表示未実施区域。郵便番号は343-0822。

## 地理
埼玉県の東部地域で、越谷市の中央部に位置し、一・二丁目は住宅地として利用されている。南部の大字地区は越谷貨物ターミナル駅があり、工場や物流倉庫が多数所在している。地区北部境界を逆川が流れ、そこから分流した葛西用水、谷古田用水が西部境界を流れる。

## 歴史
かつての西方村のエリアである。なお近隣には東方村も存在した。

### 年表
- 1889年（明治22年）4月1日 - 町村制施行により、東方村、西方村、南百村、四条村、見田方村、別府村、千疋村が合併し南埼玉郡大相模村が成立、西方村は大相模村の大字西方となる。
- 1954年（昭和29年）11月3日 - 南埼玉郡越ヶ谷町、大沢町、新方村、桜井村、大袋村、荻島村、出羽村、蒲生村、増林村と合併し越谷町の大字となる。
- 1958年（昭和33年）11月3日 - 越谷町が市制施行し越谷市の大字となる。
- 1973年（昭和48年）4月1日 - 地内に国鉄武蔵野線が越谷貨物ターミナル駅とともに開業する。
- 1976年（昭和51年）4月1日 - 地内に越谷市立西方小学校が開校する。
- 1980年（昭和55年）4月17日 - 堂面土地区画整理事業の事業計画決定。
- 1995年（平成7年）
  - 11月10日 - 堂面土地区画整理事業の完成により換地処分を実施。
  - 11月11日 - 大字西方のうち、区画整理地内が西方一丁目となった。また同日、二丁目の東側が西方二丁目となったが、住居表示は実施されず元の地番のままとなった[5]。
- 2017年（平成29年）3月25日 - 中央圧延工場跡地で進められていた都市計画道路八潮越谷線西方工区（県道115号）の工事が完了し、全線開通。

## 世帯数と人口
2022年（令和4年）1月1日現在の世帯数と人口は以下の通りである。
| 町丁       | 世帯数    | 人口    |
| ---------- | --------- | ------- |
| 大字西方   | 1,245世帯 | 3,146人 |
| 西方一丁目 | 549世帯   | 1,181人 |
| 西方二丁目 | 525世帯   | 1,090人 |
| 計         | 2,319世帯 | 5,417人 |

## 小・中学校の学区
市立小・中学校に通う場合、学区（校区）は以下の通りとなる。
| 番地 | 小学校             | 中学校               |
| ---- | ------------------ | -------------------- |
| 全域 | 越谷市立西方小学校 | 越谷市立大相模中学校 |

## 交通
地内をJR東日本武蔵野線が通るが、貨物駅である越谷貨物ターミナル駅があるものの、旅客駅は設置されていない。

### 道路
- 埼玉県道・千葉県道19号越谷野田線
- 埼玉県道・千葉県道52号越谷流山線

## 施設
1丁目
- 大境シティハウス自治会館[7]（越谷シティハウス敷地内） - 東側に無名の公園を併設
- 谷古田取水口公園 - 谷古田領元圦がある

2丁目
- 越谷市立西方小学校
- 堂面会館
- 堂面第一公園
- 堂面第二公園
- 谷古田取水口公園

大字西方
- 越谷貨物ターミナル駅 - 所在地は南越谷二丁目、敷地のおよそ東半分が大字西方に掛かる。